# Philip Smith (baron Smith de Hindhead)
Pour les articles homonymes, voir Philip Smith.
Philip Roland Smith, baron Smith de Hindhead, (né le 16 février 1966) est un homme politique conservateur britannique et membre de la Chambre des lords. Il est directeur général de l' Association des clubs conservateurs.
Smith est nommé Commandeur de l'Ordre de l'Empire britannique (CBE) lors des honneurs du Nouvel An 2013.
Il est créé pair à vie le 29 septembre 2015, sous le titre de baron Smith de Hindhead, de Hindhead dans le comté de Surrey.